# Byströmssmåtjärnarna
Byströmssmåtjärnarna är en sjö i Ragunda kommun i Jämtland och ingår i Ångermanälvens huvudavrinningsområde.